# Conferência Episcopal Escandinava

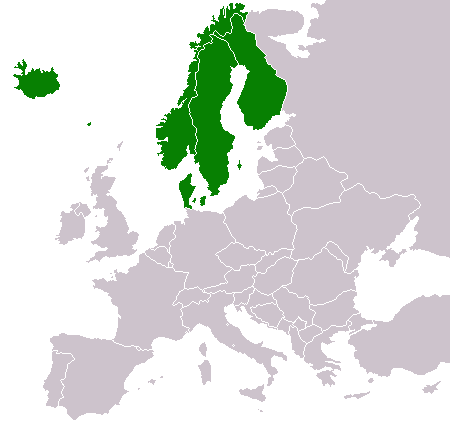
Mapa dos países nórdicos na Europa

A Conferência Episcopal Escandinava (em latim: Conferentia Episcopalis Scandiæ, em dinamarquês: Nordiske bispekonference, em finlandês: Nordic piispainkokouksen, em norueguês: Nordiske bispekonferansen, em sueco: Nordiska biskopskonferensen, e em islandês: Norrænna biskupaconference) é uma conferência episcopal de bispos católicos que abrangem os países nórdicos (Suécia, Noruega, Finlândia, Dinamarca e Islândia. Atualmente, ela conta com 12 membros, que representam as oito dioceses católicas nos países nórdicos. É incomum conferências episcopais serem organizadas em vários países, mas isso reflete o restrito número de católicos nesses países (menos de 250.000 fiéis). A Conferência declara como suas tarefas:
- promover um trabalho pastoral comum na região;
- permitir que os bispos  consultem uns aos outros;
- coordenar o trabalho da Igreja nas dioceses;
- tornar possíveis as decisões comuns a nível regional;
- facilitar os contatos com a Igreja Católica na Europa e em todo o mundo.

O mais importante órgão de tomada de decisões é a sessão plenária. Nele reúnem-se duas vezes por ano, em diferentes lugares, os bispos nórdicos e, por vezes, fora do norte da Europa. Além disso, há o Conselho Permanente, que também se reúne duas vezes ao ano para planejar as sessões plenárias e decidir sobre questões urgentes. A secretária-geral é, atualmente, a Irmã Anna Mirijam Kaschner, cps, que coordena o trabalho e os contatos entre os bispos.